# Dyskografia Cascady
Dyskografia niemieckiego zespołu Cascady składa się z czterech albumów studyjnych i kompilacyjnych, jednego krążka świątecznego, akustycznego i zawierającego remiksy oraz 25 singli.

## Albumy

### Albumy studyjne
| Rok                                                                | Szczegóły albumu                                                                                   | Najwyższa pozycja w notowaniu | Najwyższa pozycja w notowaniu | Najwyższa pozycja w notowaniu | Najwyższa pozycja w notowaniu | Najwyższa pozycja w notowaniu | Najwyższa pozycja w notowaniu | Najwyższa pozycja w notowaniu | Najwyższa pozycja w notowaniu | Najwyższa pozycja w notowaniu | Najwyższa pozycja w notowaniu | Najwyższa pozycja w notowaniu | Najwyższa pozycja w notowaniu | Najwyższa pozycja w notowaniu | Najwyższa pozycja w notowaniu | Najwyższa pozycja w notowaniu | Najwyższa pozycja w notowaniu | Wyróżnienia                |
| Rok                                                                | Szczegóły albumu                                                                                   | AUS                           | AUT                           | BEL (Fla)                     | BEL (Wal)                     | FRA                           | GER                           | IRL                           | NOR                           | NLD                           | NZL                           | SCO                           | SWE                           | SWI                           | UK                            | US                            | US Dance                      | Wyróżnienia                |
| ------------------------------------------------------------------ | -------------------------------------------------------------------------------------------------- | ----------------------------- | ----------------------------- | ----------------------------- | ----------------------------- | ----------------------------- | ----------------------------- | ----------------------------- | ----------------------------- | ----------------------------- | ----------------------------- | ----------------------------- | ----------------------------- | ----------------------------- | ----------------------------- | ----------------------------- | ----------------------------- | -------------------------- |
| 2006                                                               | Everytime We Touch - Wydany: 21 lutego 2006 - Wytwórnia: Zooland - Format: CD, digital download    | —                             | 31                            | —                             | 47                            | 11                            | 50                            | 1                             | 14                            | 40                            | —                             | —                             | 10                            | 48                            | 2                             | 67                            | 3                             | - UK: platyna              |
| 2007                                                               | Perfect Day - Wydany: 3 grudnia 2007 - Wytwórnia: Zooland - Format: CD, digital download           | —                             | 16                            | —                             | —                             | 17                            | 30                            | 6                             | —                             | —                             | —                             | —                             | —                             | 81                            | 9                             | 70                            | 2                             | - IRMA: złoto - UK: srebro |
| 2009                                                               | Evacuate the Dancefloor - Wydany: 6 lipca 2009 - Wytwórnia: Zooland - Format: CD, digital download | 58                            | 15                            | 66                            | 60                            | 19                            | 21                            | 15                            | 17                            | 69                            | 28                            | —                             | —                             | 36                            | 8                             | 155                           | 7                             | - UK: złoto                |
| 2011                                                               | Original Me - Wydany: 20 czerwca 2011 - Wytwórnia: Zooland - Format: CD, digital download          | —                             | 46                            | —                             | —                             | —                             | 41                            | —                             | —                             | —                             | —                             | 17                            | —                             | 44                            | 24                            | —                             | 2                             |                            |
| "–" oznacza, że pozycja nie była notowana na liście w danym kraju. | |                               |                               |                               |                               |                               |                               |                               |                               |                               |                               |                               |                               |                               |                               |                               |                               |                            |

## Albumy kompilacyjne
| Rok  | Szczegóły albumu                                                                                            |
| ---- | --- |
| 2009 | Greatest Hits - Wydany: 31 lipca 2009 - Wytwórnia: Select Musiek - Format: CD                               |
| 2010 | Just the Hits - Wydany: 16 listopada 2010 - Wytwórnia: Robbins Entertainment - Format: CD, digital download |
| 2012 | Back on the Dancefloor - Wydany: 13 kwietnia 2012 - Wytwórnia: Zooland - Format: CD, digital download       |
| 2013 | The Best of Cascada - Wydany: 29 marca 2013 - Wytwórnia: Zooland - Format: CD                               |

## Albumy z remiksami
| Rok  | Szczegóły albumu                                                                                |
| ---- | ----------------------------------------------------------------------------------------------- |
| 2006 | The Remix Album - Wydany: 10 listopada 2006 - Wytwórnia: Zooland - Format: CD, digital download |

## Albumy świąteczne
| Rok  | Szczegóły albumu |
| ---- | --- |
| 2012 | It's Christmas Time - Wydany: 30 listopada 2012 - Wytwórnia: Zooland, Universal Music Group - Format: digital download |

## Albumy akustyczne
| Rok  | Szczegóły albumu                                                                                 |
| ---- | ------------------------------------------------------------------------------------------------ |
| 2013 | Acoustic Sessions - Wydany: 1 listopada 2013 - Wytwórnia: Zooland - Format: CD, digital download |

## Single
| Rok                                                                 | Utwór                       | Najwyższa pozycja w notowaniu | Najwyższa pozycja w notowaniu | Najwyższa pozycja w notowaniu | Najwyższa pozycja w notowaniu | Najwyższa pozycja w notowaniu | Najwyższa pozycja w notowaniu | Najwyższa pozycja w notowaniu | Najwyższa pozycja w notowaniu | Najwyższa pozycja w notowaniu | Najwyższa pozycja w notowaniu | Najwyższa pozycja w notowaniu | Najwyższa pozycja w notowaniu | Najwyższa pozycja w notowaniu | Najwyższa pozycja w notowaniu | Najwyższa pozycja w notowaniu | Najwyższa pozycja w notowaniu | Najwyższa pozycja w notowaniu | Najwyższa pozycja w notowaniu | Najwyższa pozycja w notowaniu | Najwyższa pozycja w notowaniu | Najwyższa pozycja w notowaniu | Najwyższa pozycja w notowaniu | Najwyższa pozycja w notowaniu | Najwyższa pozycja w notowaniu | Album                   |
| Rok                                                                 | Utwór                       | EUR                           | AUS                           | AUT                           | BEL (Fla)                     | BEL (Wal)                     | CAN                           | CZE                           | DNK                           | FIN                           | FRA                           | GER                           | IRL                           | ISR                           | NOR                           | NLD[i]                        | NZL                           | POL Dance                     | SCO                           | SVK                           | SWE                           | SWI                           | UK                            | US                            | US Dance                      | Album                   |
| ------------------------------------------------------------------- | --------------------------- | ----------------------------- | ----------------------------- | ----------------------------- | ----------------------------- | ----------------------------- | ----------------------------- | ----------------------------- | ----------------------------- | ----------------------------- | ----------------------------- | ----------------------------- | ----------------------------- | ----------------------------- | ----------------------------- | ----------------------------- | ----------------------------- | ----------------------------- | ----------------------------- | ----------------------------- | ----------------------------- | ----------------------------- | ----------------------------- | ----------------------------- | ----------------------------- | ----------------------- |
| 2004                                                                | „Bad Boy”[A]                | —                             | —                             | —                             | —                             | —                             | —                             | —                             | —                             | —                             | —                             | —                             | —                             | —                             | —                             | —                             | —                             | —                             | —                             | —                             | —                             | —                             | —                             | —                             | —                             | Everytime We Touch      |
| 2004                                                                | „Miracle”                   | 4                             | —                             | 57                            | —                             | —                             | —                             | —                             | —                             | —                             | 1                             | 32                            | 4                             | —                             | —                             | 6/8                           | —                             | —                             | —                             | —                             | 10                            | 85                            | 8                             | 55                            | 8                             | Everytime We Touch      |
| 2005                                                                | „Everytime We Touch”        | 5                             | 61                            | 4                             | 32                            | 7                             | —                             | —                             | —                             | —                             | 2                             | 5                             | 1                             | —                             | —                             | 10/12                         | —                             | —                             | —                             | —                             | 1                             | 15                            | 2                             | 10                            | —                             | Everytime We Touch      |
| 2005                                                                | „How Do You Do!”[B]         | —                             | —                             | 50                            | —                             | —                             | —                             | —                             | —                             | —                             | —                             | —                             | —                             | —                             | —                             | —                             | —                             | —                             | —                             | —                             | —                             | —                             | —                             | —                             | —                             | Everytime We Touch      |
| 2006                                                                | „Truly Madly Deeply”        | 14                            | 39                            | 22                            | 10                            | 25                            | —                             | —                             | —                             | 16                            | —                             | 26                            | 4                             | —                             | —                             | 29/25                         | —                             | —                             | —                             | —                             | 11                            | —                             | 4                             | —                             | 14                            | Everytime We Touch      |
| 2006                                                                | „A Neverending Dream”       | —                             | —                             | —                             | —                             | 10                            | —                             | —                             | —                             | 5                             | —                             | —                             | 15                            | —                             | —                             | —/77                          | —                             | —                             | —                             | —                             | —                             | —                             | 46                            | —                             | —                             | Everytime We Touch      |
| 2006                                                                | „Wouldn't It Be Good”[A]    | —                             | —                             | —                             | —                             | —                             | —                             | —                             | —                             | —                             | —                             | —                             | —                             | —                             | —                             | —                             | —                             | —                             | —                             | —                             | 54                            | —                             | —                             | —                             | —                             | Everytime We Touch      |
| 2006                                                                | „Ready for Love”[A]         | —                             | —                             | —                             | —                             | —                             | —                             | —                             | —                             | —                             | —                             | —                             | —                             | —                             | —                             | —                             | —                             | —                             | —                             | —                             | —                             | —                             | —                             | —                             | —                             | Everytime We Touch      |
| 2007                                                                | „What Hurts the Most”       | 8                             | —                             | 3                             | —                             | 5                             | —                             | —                             | —                             | 2                             | 2                             | 9                             | 6                             | —                             | —                             | —/35                          | —                             | —                             | —                             | 85                            | 5                             | —                             | 10                            | 52                            | 1                             | Perfect Day             |
| 2008                                                                | „What Do You Want from Me?” | 95                            | —                             | 50                            | —                             | —                             | —                             | —                             | —                             | —                             | —                             | 54                            | —                             | —                             | —                             | —/89                          | —                             | —                             | —                             | 54                            | —                             | —                             | 51                            | —                             | —                             | Perfect Day             |
| 2008                                                                | „Because the Night”         | 53                            | —                             | 45                            | —                             | —                             | —                             | —                             | —                             | —                             | —                             | 41                            | —                             | —                             | —                             | —                             | —                             | —                             | —                             | 56                            | —                             | —                             | 28                            | —                             | —                             | Perfect Day             |
| 2008                                                                | „Faded”[C]                  | —                             | —                             | —                             | —                             | —                             | —                             | 49                            | —                             | —                             | —                             | —                             | —                             | —                             | —                             | —                             | —                             | —                             | —                             | —                             | —                             | —                             | —                             | —                             | 7                             | Perfect Day             |
| 2009                                                                | „Perfect Day”[C]            | —                             | —                             | —                             | —                             | —                             | —                             | —                             | —                             | —                             | —                             | —                             | —                             | —                             | —                             | —                             | —                             | —                             | —                             | —                             | —                             | —                             | —                             | —                             | 20                            | Perfect Day             |
| 2009                                                                | „Evacuate the Dancefloor”   | 4                             | 3                             | 6                             | 6                             | 4                             | 4                             | 25                            | 7                             | 29                            | 5                             | 5                             | 2                             | 1                             | 3                             | 1/7                           | 2                             | —                             | —                             | 3                             | 13                            | 7                             | 1                             | 25                            | 1                             | Evacuate the Dancefloor |
| 2009                                                                | „Fever”                     | 31                            | 41                            | 38                            | 6                             | 9                             | —                             | 27                            | —                             | —                             | 10                            | 31                            | —                             | —                             | —                             | 24/55                         | 32                            | —                             | —                             | 16                            | —                             | —                             | —                             | —                             | 14                            | Evacuate the Dancefloor |
| 2009                                                                | „Dangerous”[D]              | —                             | —                             | —                             | —                             | —                             | —                             | —                             | —                             | 19                            | —                             | —                             | —                             | —                             | —                             | —/99                          | —                             | —                             | —                             | 32                            | —                             | —                             | 67                            | —                             | —                             | Evacuate the Dancefloor |
| 2010                                                                | „Pyromania”                 | 35                            | —                             | 26                            | —                             | —                             | 93                            | 32                            | —                             | —                             | 11                            | 21                            | —                             | —                             | —                             | 29/—                          | —                             | 23                            | 38                            | —                             | —                             | —                             | 60                            | —                             | 19                            | Original Me             |
| 2011                                                                | „San Francisco”             | —                             | —                             | 14                            | —                             | —                             | —                             | —                             | —                             | —                             | —                             | —                             | —                             | —                             | —                             | 11/34                         | —                             | 42                            | —                             | 40                            | —                             | —                             | 64                            | —                             | —                             | Original Me             |
| 2011                                                                | „Au Revoir”                 | —                             | —                             | 31                            | —                             | —                             | —                             | —                             | —                             | —                             | —                             | 73                            | —                             | —                             | —                             | —                             | —                             | —                             | —                             | —                             | —                             | —                             | —                             | —                             | —                             | Original Me             |
| 2011                                                                | „Night Nurse”               | —                             | —                             | —                             | —                             | —                             | —                             | 67                            | —                             | —                             | —                             | —                             | —                             | —                             | —                             | —                             | —                             | —                             | —                             | —                             | —                             | —                             | —                             | —                             | 20                            | Original Me             |
| 2012                                                                | „Summer of Love”            | —                             | —                             | 7                             | —                             | 4                             | —                             | —                             | 21                            | —                             | 23                            | 13                            | —                             | —                             | —                             | —/76                          | —                             | —                             | —                             | —                             | —                             | 13                            | 123                           | —                             | —                             | The Best of Cascada     |
| 2012                                                                | „The Rhythm of the Night”   | —                             | —                             | 9                             | —                             | —                             | —                             | —                             | —                             | —                             | —                             | 26                            | —                             | —                             | —                             | —                             | —                             | —                             | —                             | —                             | —                             | 22                            | —                             | —                             | —                             | The Best of Cascada     |
| 2013                                                                | „Glorious”                  | —                             | —                             | 29                            | —                             | —                             | —                             | —                             | —                             | —                             | —                             | 6                             | 94                            | —                             | —                             | —                             | —                             | —                             | —                             | —                             | —                             | 56                            | 129                           | —                             | —                             | The Best of Cascada     |
| 2013                                                                | „The World Is In My Hands”  | —                             | —                             | —                             | —                             | —                             | —                             | —                             | —                             | —                             | —                             | —                             | —                             | —                             | —                             | —                             | —                             | —                             | —                             | —                             | —                             | —                             | —                             | —                             | —                             | The Best of Cascada     |
| 2014                                                                | „Blink”                     | —                             | —                             | —                             | —                             | —                             | —                             | —                             | —                             | —                             | —                             | 104                           | —                             | —                             | —                             | —                             | —                             | —                             | —                             | —                             | —                             | —                             | —                             | —                             | 16                            | —                       |
| „—" oznacza wydania nie notowane lub brak wydania w danym państwie. |                             |                               |                               |                               |                               |                               |                               |                               |                               |                               |                               |                               |                               |                               |                               |                               |                               |                               |                               |                               |                               |                               |                               |                               |                               |                         |

Adnotacje
- i ^ pierwsza liczba oznacza miejsce w notowaniu Dutch Top 40, a drugie — w Single Top 100.
- A ^ a b c wydany tylko w Szwecji.
- B ^ wydany tylko w Europie.
- C ^ wydany tylko w Stanach Zjednoczonych i Kanadzie.
- D ^ wydany tylko w Wielkiej Brytanii i Irlandii.

### Inne notowane utwory
| Rok  | Tytuł               | Najwyższa pozycja w notowaniu | Najwyższa pozycja w notowaniu | Najwyższa pozycja w notowaniu | Najwyższa pozycja w notowaniu | Najwyższa pozycja w notowaniu | Album               |
| Rok  | Tytuł               | AUT                           | GER                           | UK                            | US Dance                      | US Club                       | Album               |
| ---- | ------------------- | ----------------------------- | ----------------------------- | ----------------------------- | ----------------------------- | ----------------------------- | ------------------- |
| 2004 | „Piece of Heaven”   | –                             | –                             | –                             | 22                            | –                             | –                   |
| 2006 | „I Will Believe It” | –                             | –                             | –                             | –                             | 23                            | –                   |
| 2007 | „Last Christmas”    | 63                            | 83                            | 111                           | –                             | 23                            | It's Christmas Time |
| 2008 | „Holiday”           | –                             | –                             | –                             | –                             | –                             | Perfect Day         |

### Strony B
| Rok  | Utwór            | Strona A              |
| ---- | ---------------- | --------------------- |
| 2004 | „Miracle”        | „Bad Boy”             |
| 2006 | „One More Night” | „Ready For Love”      |
| 2006 | „Love Again”     | „Ready For Love”      |
| 2007 | „Another You”    | „Miracle”             |
| 2007 | „Last Christmas” | „What Hurts the Most” |
| 2007 | „He's All That”  | „What Hurts the Most” |

## Teledyski
| Rok           | Tytuł                                        | Reżyser(zy)     |
| ------------- | -------------------------------------------- | --------------- |
| 2004          | „Miracle”                                    | Lisa Mann       |
| 2005          | „Everytime We Touch” (Wersja oryginalna)     | Max Nichols     |
| 2005          | „Everytime We Touch” (Wersja międzynarodowa) | Max Nichols     |
| 2006          | „Truly, Madly, Deeply”                       | Stephen Gragg   |
| 2007          | „A Neverending Dream”                        | b.d.            |
| 2007          | „What Hurts the Most”                        | Clark Jackson   |
| 2007          | „Last Christmas”                             | Dirk Hilger     |
| 2008          | „What Do You Want from Me?”                  | Silvio Soldini  |
| 2008          | „Because the Night”                          | Dirk Hilger     |
| 2009          | „Evacuate the Dancefloor”                    | Max Nichols     |
| 2009          | „Fever”                                      | Dirk Hilger     |
| 2009          | „Dangerous”                                  | Jonathan Mostow |
| 2010          |                                              |                 |
| „Pyromania”   | Lisa Mann                                    |                 |
| „Night Nurse” | Lisa Mann                                    |                 |
| 2011          | Lisa Mann                                    | „San Francisco” |
| 2011          | Lisa Mann                                    | „Au Revoir”     |
| 2011          | „Let It Snow”                                | Lina Schütze    |
| 2012          | „Summer of Love”                             | Lina Schütze    |
| 2012          | „The Rhythm of The Night”                    | Iulian Moga     |
| 2013          | „Glorious”                                   | Lina Schütze    |
| 2013          | „The World Is In My Hands”                   | Lina Schütze    |
| 2013          | „You”                                        | Lina Schütze    |
| 2014          | „Blink”                                      | Lina Schütze    |